# Vuoden johtolanka-prijs
De Vuoden johtolanka-prijs is een Finse literatuurprijs die sinds 1985 jaarlijks wordt uitgereikt door de Suomen dekkariseura voor het beste Finse misdaadverhaal (roman, hoorspel).
De Suomen dekkariseura (Finse vereniging voor detectiveliteratuur) werd in 1984 opgericht in Orivesi en reikt ook sinds 1993 jaarlijks de Ulkomaisen jännityskirjallisuuden kunniakirja uit, een prijs voor de beste naar het Fins vertaalde misdaadroman.

## Winnaars
Lijst van de winnaars:
| Jaar | Auteur                      | Titel                                                    | Nederlandse titel     |
| ---- | --------------------------- | -------------------------------------------------------- | --------------------- |
| 1985 | Matti Yrjänä Joensuu        | Harjunpää ja heimolaiset                                 |                       |
| 1986 | Sulevi Manner               | Susi                                                     |                       |
| 1987 | Pentti Kirstilä             | Sinivalkoiset jäähyväiset                                |                       |
| 1988 | Paul-Erik Haataja           | Häkkilinnut                                              |                       |
| 1989 | Radioteatteri               | Reeks misdaadhoorspelen in 1988                          |                       |
| 1990 | Harri Nykänen               | Takapiru                                                 |                       |
| 1991 | Simo Sjöblom                | Finse bibliografie strafrechtelijke literatuur 1857–1989 |                       |
| 1992 | Markku Ropponen             | Kuolemanuni                                              |                       |
| 1993 | Pentti Kirstilä             | Imelda                                                   |                       |
| 1994 | Matti Yrjänä Joensuu        | Harjunpää ja rakkauden nälkä                             | De honger naar liefde |
| 1995 | Book Studio Oy              | Uitgever misdaadromans                                   |                       |
| 1996 | Hannu Vuorio                | Nyman                                                    |                       |
| 1997 | Leena Lehtolainen           | Luminainen                                               | Witte onschuld        |
| 1998 | Ritva Hapuli Johanna Matero | Verzameling artikelen Murha pukee naista                 |                       |
| 1999 | Ilka Remes                  | Karjalan lunnaat                                         |                       |
| 2000 | Jari Tervo                  | Minun sukuni tarina                                      |                       |
| 2001 | Harri Nykänen en TV1        | Raid ja mustempi lammas (romans en TV1-serie)            |                       |
| 2002 | Seppo Jokinen               | Hukan enkelit                                            |                       |
| 2003 | Taavi Soininvaara           | Koston komissio                                          |                       |
| 2004 | Matti Yrjänä Joensuu        | Harjunpää ja pahan pappi                                 | Het duivenritueel     |
| 2005 | Tuula-Liina Varis           | Vaimoni                                                  |                       |
| 2006 | Matti Rönkä                 | Ystävät kaukana                                          |                       |
| 2007 | Tapani Bagge                | Musta taivas                                             |                       |
| 2008 | Marko Kilpi                 | Jäätyneitä ruusuja                                       |                       |
| 2009 | Jarkko Sipilä               | Seinää vasten                                            |                       |
| 2010 | Marko Leino                 | Ansa                                                     |                       |
| 2011 | Antti Tuomainen             | Parantaja                                                |                       |
| 2012 | Pekka Hiltunen              | Vilpittömästi sinun                                      |                       |
| 2013 | Reijo Mäki                  | Sheriffi                                                 |                       |
| 2014 | Timo Sandberg               | Mustamäki                                                |                       |
| 2015 | Kati Hiekkapelto            | Suojattomat                                              |                       |
| 2016 | Pauliina Susi               | Takaikkuna                                               |                       |
| 2017 | Mikko Porvali               | Veri ei vaikene                                          |                       |
| 2018 | Timo Saarto                 | Kuoleman kuukausi                                        |                       |
| 2019 | Eva Frantz                  | Kahdeksas neito                                          |                       |
| 2020 | Arttu Tuominen              | Verivelka                                                |                       |
| 2021 | Jyrki Erra                  | Lyijyvalkoinen                                           |                       |
| 2022 | Niko Rantsi                 | Kuka viereesi jää                                        |                       |